# Star Music
Star Music (anteriormente conhecido como Star Records) é uma gravadora filipina que faz parte do grupo ABS-CBN. Foi fundada em 1995.

## Sub-rótulos

### Atual
- Star Events - organizador de shows e eventos.
- Star Home Video
- Tarsier Records
- TNT Records - fundada em 2018 como a gravadora oficial dos candidatos, finalistas e campeões do Tawag ng Tanghalan.
- StarPop
- DNA Music
- Lodi Records

### Antigo
- ASAP Music - Um sub-rótulo para o show de variedades musicais ASAP. Foi lançado em 2006.
- Bituen Ti Amianan - uma submarcação que atende ao segmento de mercado regional (norte).
- Black Bird Music - Um sub-selo; É dirigido por Aiza Seguerra, que também é o fundador da gravadora.
- Budget Music - uma sub-gravadora para versões cover e multiplexes.
- Ear Sub - uma sub-gravadora para artistas de rock e alternativos.
- Istilo Records - uma sub-gravadora para jovens artistas emergentes.
- NuGen Records - Um sub-selo para artistas independentes e alternativos.
- Startraxx Records - uma sub-gravadora para trilhas sonoras de filmes e televisão.
- Saucy Music - um sub-selo para artistas de massa.

## Artistas
- 4th Impact
- Acel Van Ommen
- Aegis
- ABS-CBN Philharmonic Orchestra[2]
- Absolute Play
- Aiza Seguerra[3]
- Alex Gonzaga
- Andrea Brillantes
- Angeline Quinto[2]
- April Boy Regino
- Ato Arman
- Bailey May
- BGYO
- Bini
- BoybandPH
- Bugoy Drilon
- Bryan Joe
- Bryan Termulo[2]
- CJ Navato
- Daniel Padilla[2]
- Daryl Ong
- Dave Anonuevo
- Darryl Shy
- Dingdong Avanzado
- Donna Cruz
- Ebe Dancel
- Edward Barber
- Edward Benosa
- Elaine Duran
- Ella Mae Saison
- Enchong Dee
- Erik Santos[2]
- Froilan Canlas
- Gary Valenciano
- Generation
- Gerald Santos
- Gimme 5
- Harana
- Hashtags
- Jake Zyrus[2]
- Jamie Rivera
- Janella Salvador[2]
- Janine Berdin
- Janno Gibbs
- Jaya[2]
- Jed Madela[2]
- Jericho Rosales
- Jessa Zaragoza
- JM de Guzman
- Jolina Magdangal[2]
- Jona
- Jovit Baldivino[2]
- Jugs Jugueta
- Juris Fernandez[2]
- Kathryn Bernardo[2]
- Kaye Cal
- Khalil Ramos[2]
- Kidwolf
- Kim Chiu[2]
- Kira Balinger
- Kisses Delavin[2]
- Klarisse de Guzman
- Kriesha Chu
- Kristel Fulgar
- Kyla[2]
- Kyle Echarri
- KZ Tandingan[2]
- Lani Misalucha
- Lara Maigue
- Lindsay Custodio
- Leila Alcasid
- Liezel Garcia[2]
- Loisa Andalio
- Maria Aragon
- Marcelito Pomoy
- Marco Sison
- Marielle Montellano
- Marion Aunor
- Maris Racal
- Maymay Entrata
- Michael Pangilinan
- Migz & Maya
- Miko Manguba[4]
- MMJ (MM & MJ Magno)
- MNL48
- Morissette Amon
- Moira Dela Torre
- Noven Belleza
- Ogie Alcasid
- Piolo Pascual
- Randy Santiago
- Reo Brothers
- Regine Velasquez
- Richard Yap
- Rivermaya
- Roselle Nava
- Rose Fostanes
- Ryan Tamondong
- Sam Mangubat
- Sam Milby
- Sandara Park
- Sharon Cuneta
- Sue Ramirez
- Teddy Corpuz[2]
- The Company
- Tim Pavino
- TNT Boys
- Toni Gonzaga[2]
- Tonie Enriquez
- Tootsie Guevarra
- True Faith
- Vice Ganda[2]
- Vina Morales[2]
- Vivoree Esclito[2]
- Volts Vallejo
- Yeng Constantino[2]
- Ylona Garcia
- Yohan Hwang
- Young JV[2]
- Zephanie[2]